# Przypowieść o siewcy

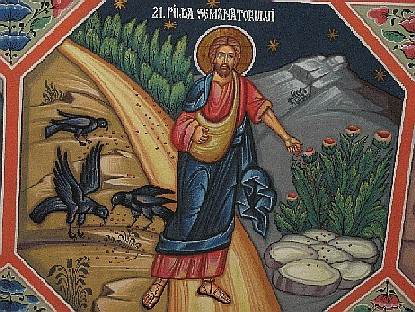

Przypowieść o siewcy – przypowieść w Ewangelii Mateusza (13,3–8), Marka (4, 1–9) i Łukasza (8,4–8) w Nowym Testamencie.

## Treść
Pewnego dnia Jezus Chrystus opowiedział przypowieść, w której opisał siewcę rozrzucającego ziarna na rolę. Niektóre z nich padły na drogę, gdzie wydziobały je ptaki; inne na skałę pokrytą warstewką ziemi – te zostały wypalone przez słońce; kolejne wpadły pomiędzy chwasty i nie zdołały przetrwać, gdyż wątłe młode rośliny zagłuszyły ciernie.
Były jednak takie ziarna, które spadły na żyzny grunt. Z nich siewca w przyszłości zbierze obfite plony.
W (Łk 8,11–15) Jezus wyjaśnia, że ziarna oznaczają słowo Boże.